# Erioptera (Mesocyphona) maculosa
Erioptera (Mesocyphona) maculosa is een tweevleugelige uit de familie steltmuggen (Limoniidae). De soort komt voor in het Afrotropisch gebied.